# Нидерландская карибская береговая охрана
Нидерландская карибская береговая охрана (нидерл. Kustwacht Caribisch Gebied; ранее — Береговая охрана Нидерландских Антильских островов и Арубы (нидерл. NA&A CG)) — береговая охрана королевства Нидерланды, осуществляющую охрану стран карибского бассейна в составе Нидерландов.

## Задачи
В задачу НКБО входит:
- Контроль территориальных вод стран и территорий Нидерланд на территории карибского бассейна: пограничный контроль; таможенный контроль; надзор за рыболовством и окружающей средой; регулирование судоходства и борьба с транспортировкой наркотиков.
- Выполнение поисково-спасательных работ.

## Организационная структура
НКБО — объединённые силы береговой охраны всех стран карибского бассейна, входящих в состав Нидерландов:
- Береговая охрана Арубы;
- Береговая охрана Синт-Мартен;
- Береговая охрана Кюрасао;
- Береговая охрана Нидерландов.

Штат НКБО, а также финансирование происходит совместно всеми силами карибского бассейна, однако НКБО подчиняется непосредственно государственному совету министров Нидерландов (комиссии береговой охраны). Главой НКБО является действующий командующий ВМФ Нидерландов.

## Оперативные базы
На данный момент НКБО обладает тремя базами:
- Аруба, Синт-Николас.
- Синт-Мартен, Филипсбург.
- Кюрасао, Виллемстад (также база ВВС НКБО).

Штаб НКБО на военно-морской базе Парер, Кюрасао.

## Состав
НКБО подразделяется на три подразделения (на каждое островное государственное образование).

### Техника

#### Патрульные катера

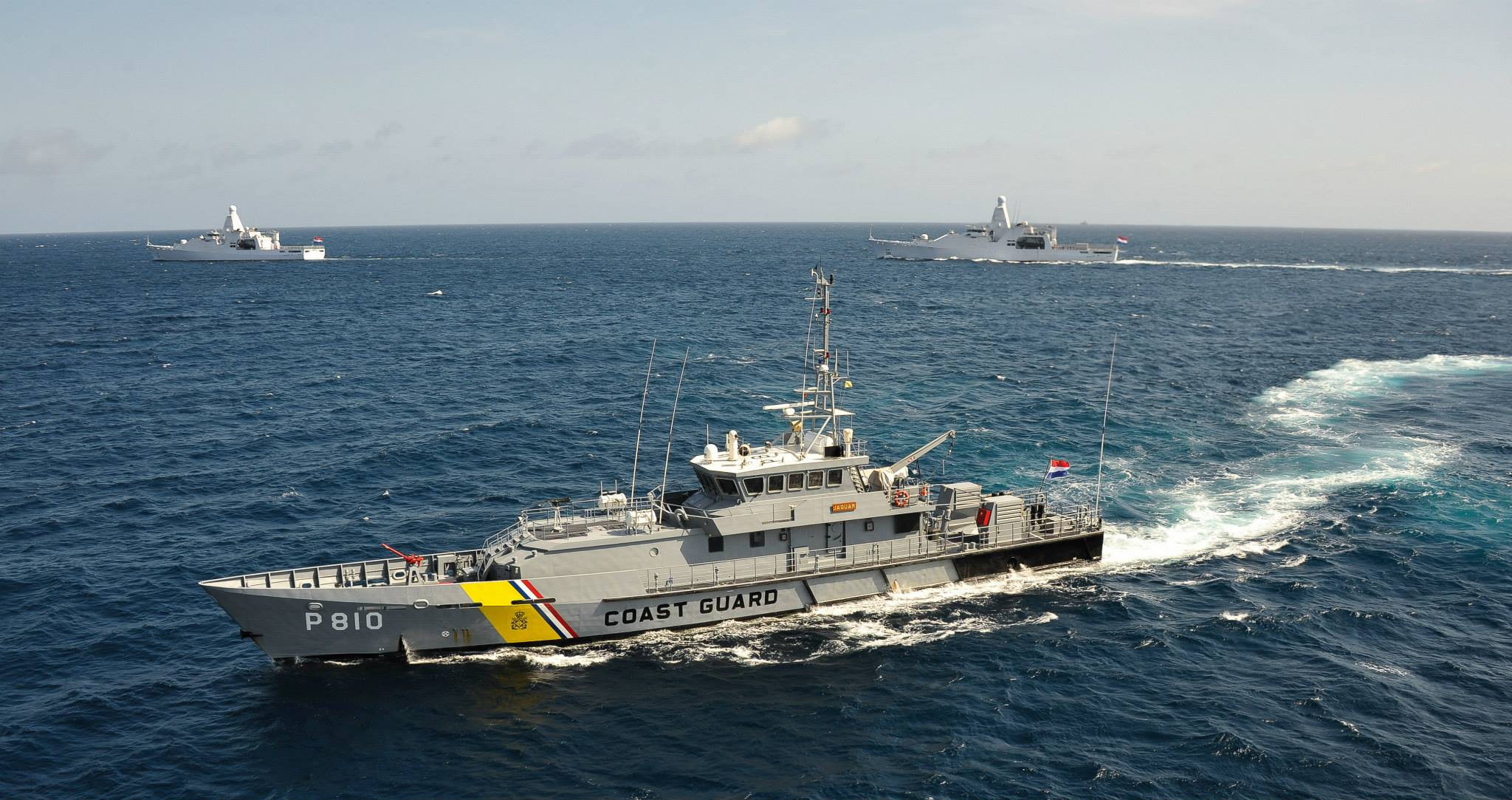
Hr.Ms. «Jaguar» на боевом дежурстве.

НКБО на момент начала 2022 года имела на боевом дежурстве три патрульных катера проекта «Damen Stan Patrol 4100»:
- Hr.Ms. «Jaguar»;
- Hr.Ms. «Panther»;
- Hr.Ms. «Puma»;

Катера данного класса обладают надувными лодками для высадок, радар, ИК-камеры, ионный сканнер, несколько стационарными пулемётами 12,7 мм, а также водомётом. Судно обладает скоростью 26 узлов, имеет автономный ход в 7 дней и являются современными представителями патрульных катеров.

#### Береговые катера
НКБО обладает 6 береговыми катерами типа «RHIB Sea 700», осуществляющих патруль в пределах мили от береговой линии. Катера данного типа обладают большой скоростью в 40 узлов, однако при этом они не подходят для абордажных операций и особенно для десанта.

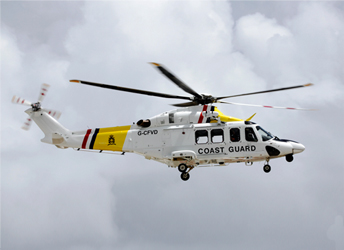
AW139 голландской береговой охраны во время патрулирования акватории.

#### Малые патрульные лодки
Ещё одним инструментом в составе НКБО — двенадцать малых лодок типа «Metal Sharks» США и ещё 12 надувных лодок типа «SuperRhibs». Оба типа лодок отличаются скоростью свыше 40 узлов, значительной манёвренностью и возможностью двигаться по всей водной территории карибского бассейна.

#### Авиация
В качестве авиационной поддержки находятся два вертолёта AgustaWestland AW139, используемые для высокоскоростных погонь и поисково-спасательных операций, однако они в начале 2023 года будут выведены из эксплуатации и заменены на AgustaWestland AW189.
Ещё одним типом авиации являются два морских патрульных самолёта Bombardier Dash 8 (модификация MPA-D8), построенные и видоизменённые исходя из потребностей НКБО, благодаря чему самолёт может осуществлять как поисково-спасательные, так и эколого-мониторинговые операции. В конструкцию модификации внесли люки для сброса спасательных плотов, дрейфующих и маркерных буёв, прожектор большой мощности, радар, а также модифицированная система радиосвязи.

#### Боевые суда
Каждый шесть месяцев, к НКБО прикрепляется корабль охраны Вест-Индии (WIGS), на роль которого отбирается как правило фрегат, либо другое боевое судно. Часто используются боевые суда, способные нести вертолёты — тогда к ним закрепляют вертолёт NHIndustries NH90 для осуществления большей манёвренности.
На борт самолёта иногда допускаются группы береговой охраны США, уполномоченные в рамках сотрудничества Совместной межведомственной целевой группы Юг (Ки-Уэст, Флорида, США) осуществлять абордаж судов, перевозящих наркотические вещества, а также оказывать помощь НКБО.